# TecTile

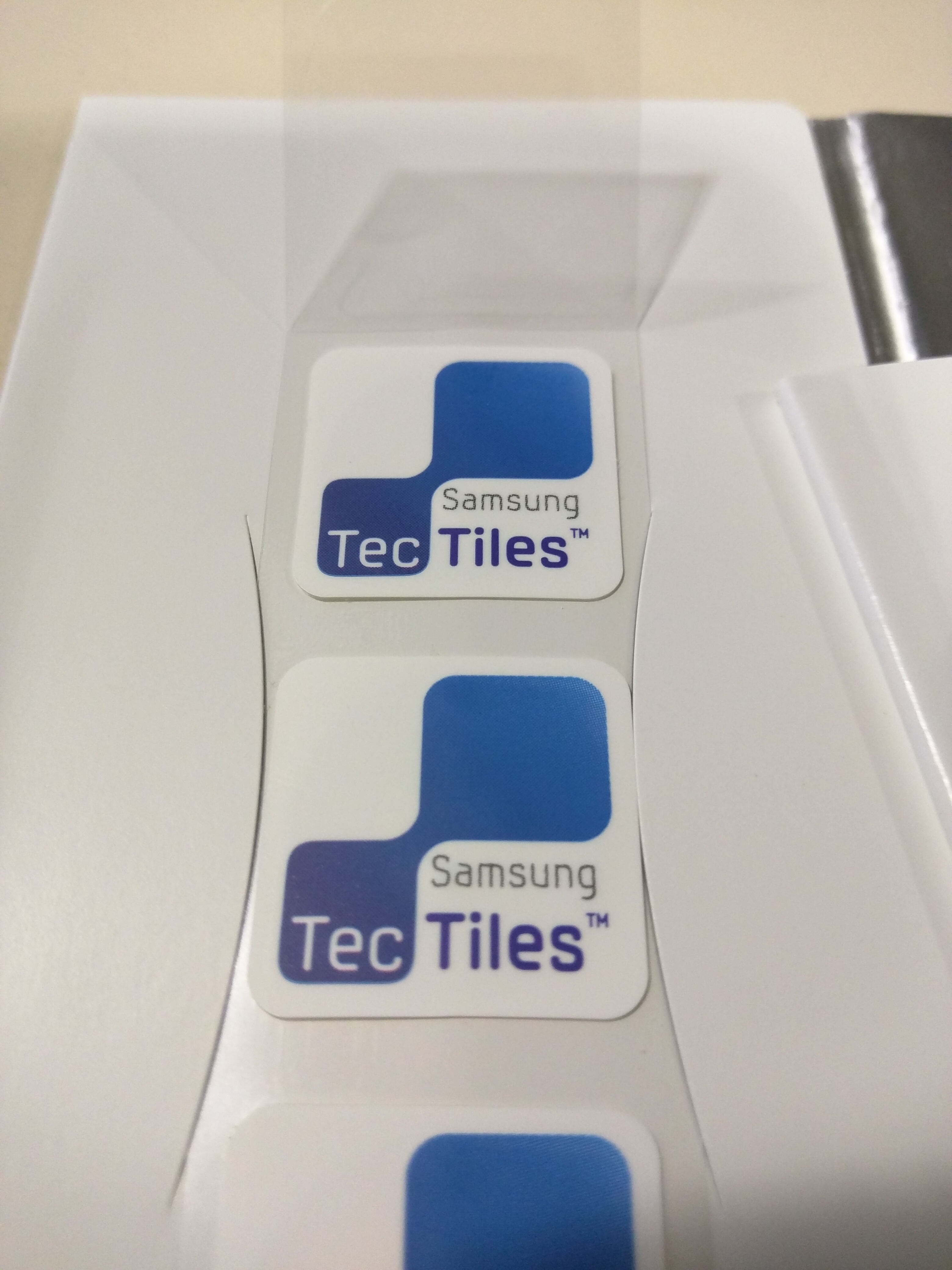
Thẻ TecTiles của Samsung.

TecTile là một ứng dụng giao tiếp gần (NFC), phát triển bởi Samsung, dành cho các thiết bị điện thoại thông minh.
Mỗi TecTile là một nhãn dán giá thành thấp bên trong có nhúng thẻ NFC. Nó được thiết lập trước khi sử dụng bởi người dùng bằng các thao tác đơn giản trên ứng dụng Android có thể tự tải về.
Một chiếc điện thoại có chức năng NFC khi đặt hoặc 'chạm' lên thẻ, thì các chương trình sẽ được thực hiện. Ví dụ như hiển thị một trang web, điện thoại chuyển sang chế độ yên lặng, hoặc nhiều chức năng khác.
Mặc dù thẻ NFC có thể được sử dụng với nhiều điện thoại thông minh, TecTile đã giành được nhiều sự chú ý vào cuối năm 2012 với sự ra mắt của điện thoại Galaxy SIII.

## Ứng dụng
Nhiều ứng dụng có thể tùy biến các hoạt động trên điện thoại của người dùng dựa theo vị trí... ví dụ như kích hoạt chế độ im lặng khi đặt trên bàn cạnh giường ngủ; hay chuyển sang chế độ công cộng. Chương trình này hoàn toàn được thực hiện trên thẻ. Tùy thuộc vào thiết lập bảo mật, nhiều điện thoại tương thích sẽ có chung phản hồi tương tự nhau khi chạm vào thẻ. Khi phản hồi của thẻ có thể là 'Like' trên Facebook hoặc tương tự vậy, điều này sẽ được thực hiện theo các thông tin của người sử dụng điện thoại (giống như chứng thực Facebook), chứ không phải là chứng thực của thẻ.
Các chức năng của thẻ Samsung được chia như sau: Thiết lập, điện thoại, Web và mạng xã hội. Ví dụ điển hình như sau:
Thiết lập
- Chuyển sang chế độ yên lặng hoặc chế độ trên xe
- Đặt báo thức
- Truy cập ứng dụng
- Kết nối mạng WiFi. Điều này cho phép tiếp cận mạng ở một quán cà phê một cách thuận tiện.
- Hiển thị tin nhắn

Điện thoại
- Gọi điện
- Gửi tin nhắn
- Chia sẻ vCard danh bạ

Web
- Mở một trang web
- Hiển thị vị trí trên mạng lưới dịch vụ, ví dụ Google Maps
- Check-in trên Foursquare, hoặc các dịch vụ dựa theo vị trí.

Mạng xã hội
- Cập nhật trang thái Facebook với một địa điểm
- 'Like' trên Facebook
- Gửi một tweet
- Theo dõi người dùng Twitter